# Coffine

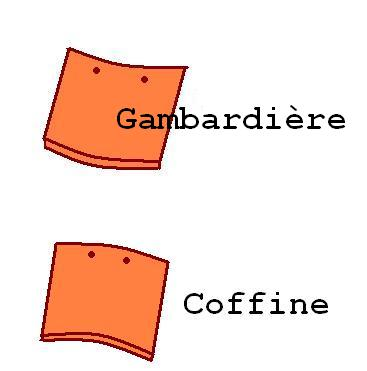
Coffine et gambardière.

Une coffine ou cofine est une tuile ou ardoise dont l’axe transversal est galbé en saillie et qui servent pour la couverture des dômes et des toitures coniques.
Une gambardière, contrairement à la coffine, est une tuile cintrée en creux selon son axe transversal et sert à faire des noues arrondies.